# Верховний суд Швеції
Верхо́вний су́д Шве́ції (швед. Högsta domstolen) — одна з вищих судових інстанцій Королівства Швеції, є останньою інстанцією у цивільних, кримінальних справах і справах, розглянутих у Апеляційному суді.
Верховний суд складається з 16 суддів в чині радників юстиції, що призначаються Урядом зі схвалення Риксдагу. Судді перебувають на посаді довічно і йдуть у відставку при настанні 67 років. Одного з суддів Уряд призначає головою і адміністративним головою суду.
Нинішній голова суду — Маріанна Лундіус (з 2010 року).

## Юрисдикція

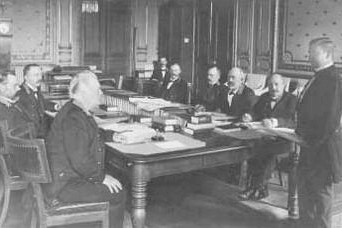
Засідання Верховного суду в Королівському палаці в Стокгольмі, 1900 р.

Основною функцією Верховного суду є розгляд скарг щодо вироків і рішень апеляційних судів. Таких судів налічується шість:
- апеляційний суд Свеа в Стокгольмі,
- апеляційний суд Йота в Єнчопінгу,
- апеляційний суд Сконе і Блекінге в Мальме,
- апеляційний суд Західної Швеції в Гетеборзі,
- апеляційний суд Нижнього Норрланду в Сундсваллі,
- апеляційний суд Верхнього Норрланду в Умео.

Право на оскарження до Верховного суду необхідно окремо отримати у колегії з трьох суддів. Суд приймає справу до перегляду лише в тому випадку, якщо вона може створити прецедент і буде керівною для районних та апеляційних судів в їх діяльності. Верховний суд займається суто формуванням однакової судової практики, тому для більшості типових справ, якщо вони не пов'язані із застосуванням нової норми закону й створенням прецеденту, останньою інстанцією для оскарження буде апеляційний суд.
Верховний суд виступає судом першої інстанції у справах про відповідальність вищих посадових осіб за скоєні ними злочини.
У разі, якщо Верховним судом (також і Вищим адміністративним судом) при застосуванні будь-якого акту (припису) буде встановлено його протиріччя основним конституційним актам Швеції або вищому законодавству, він має право його не застосовувати, стосовно закону прийнятого Риксдагом такий підхід можливий тільки при наявності помилки законодавця. Враховуючи це, Верховний суд не здійснює справжніх функцій конституційного суду, він тільки утримується від застосування закону визнаного неконституційним, роблячи це з обережністю, щоби не вступити у конфлікт з парламентом. Варто зауважити, що зазначені повноваження шведські суди отримали тільки в 2000 р., коли до Акту про форму правління були внесені відповідні зміни (Глава 11 § 14). Також у Швеції добре розвинений інститут попереднього конституційного нагляду, здійснюваного Законодавчою радою, який формується Урядом і Риксдагом з членів Верховного і Вищого адміністративного судів Швеції.